# Arteria subscapularis

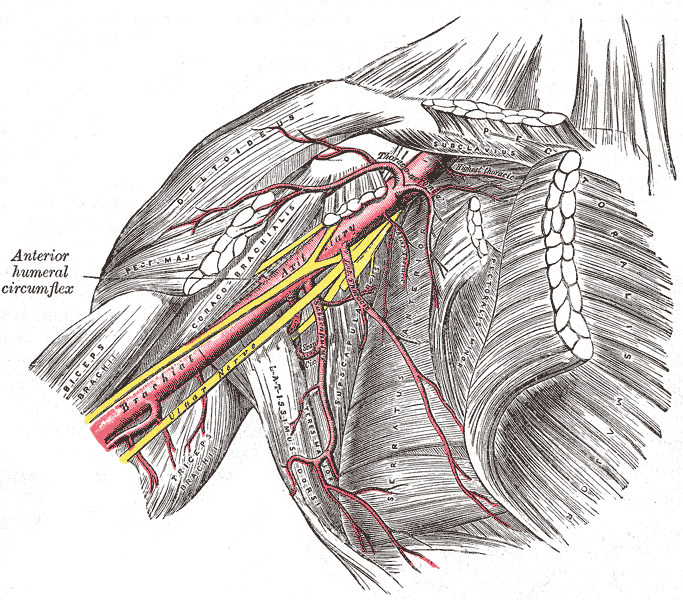
Die Arteria axillaris mit Abzweigungen

Die Arteria subscapularis (lat. für ‚Unterschulterblattschlagader‘) ist eine Arterie der oberen Extremität. Sie entspringt dem körperfernen (distalen) Abschnitt der Achselarterie und bildet einen kurzen Gefäßstamm, der sich vor der medialen Achsellücke in die Arteria thoracodorsalis und die Arteria circumflexa scapulae teilt.
An der Arteria subscapularis liegt die dritte Gruppe der oberflächlichen Achsellymphknoten.